# 慈眼寺 (さいたま市)
慈眼寺（じげんじ）は、埼玉県さいたま市西区にある天台宗の寺院。通称は水波田（みずはた）観音。

## 歴史
826年（天長3年）、慈覚大師円仁によって開山された。本尊の一つ千手観音は円仁作と伝えられる。
1562年（永禄5年）、北条氏康は岩付城の太田氏を攻める際に当寺を焼き討ちにした。太田氏の保護を受け、要塞としての役割を果たしていたことによる。その際に、本尊の千手観音は柊の木の上に避難していたという。
太田氏と後北条氏の滅亡後に寺運衰微したが、江戸時代に徳川家康が喜多院訪問の帰途に当寺に寄り休憩した。その縁により寺領10石が与えられ、石造の地蔵菩薩像が献納された。

## 交通アクセス
- 大宮駅西口より西武バス水判土停留所下車。徒歩3分。